# Colne (rzeka w Essex)
Colne – rzeka przepływająca przez hrabstwo Essex w Anglii. Największe miasto przez które przepływa to Colchester. Colne nie jest dopływem żadnej innej rzeki. Do Colne natomiast wpływa Roman River, łącząca się z Colne poniżej Colchester. Colne ma ujście do Morza Północnego w pobliżu Brightlingsea.

## Wykorzystanie turystyczne i przemysłowe

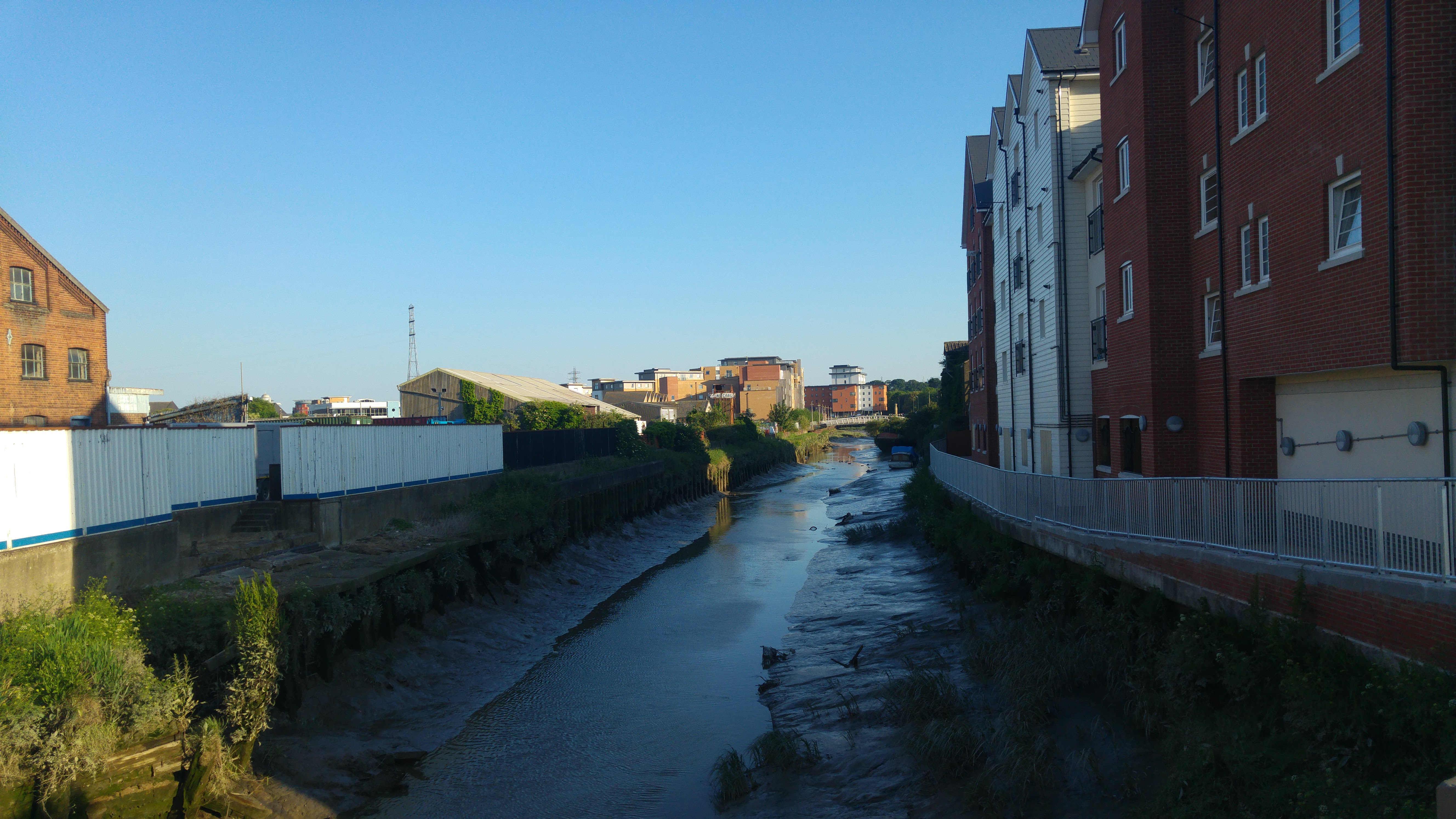
Colne w Colchesterze podczas odpływu, widok z mostu prowadzącego do stacji Hythe (2017)

Nabrzeże Colne we wsi Rohedge w 1910 roku

Do Colchester, Colne jest wąską, niespławną rzeką. Jednak jeszcze w granicach miasta, na wysokości kampusu uniwersyteckiego znacznie się poszerza. Do połowy lat 60. XX wieku we wsi Rowhedge 10 kilometów za Colchester w kierunku Morza Północnego, działała stocznia Rowhedge Ironworks od 1910 roku produkująca mniejsze statki, w tym jednostki do transportu węgla eksportowane nawet do Egiptu. Do dziś na tym odcinku rzeka jest popularnym miejscem dla pasjonatów żeglarstwa. Umasowienie turystyki związane ze zmianami społecznymi wywołanymi przez dziewiętnastowieczną rewolucje przemysłową w Anglii, spowodowało w latach 60. XIX wieku m.in. budowę dworca kolejowego i dwóch hoteli w leżącym nad Colne i rozdzielonym przez rzekę z wsią Rowhedge, miasteczku Wivenhoe.